# Strzeszkowice Duże (gromada)
Strzeszkowice Duże – dawna gromada, czyli najmniejsza jednostka podziału terytorialnego Polskiej Rzeczypospolitej Ludowej w latach 1954–1972.
Gromady, z gromadzkimi radami narodowymi (GRN) jako organami władzy najniższego stopnia na wsi, funkcjonowały od reformy reorganizującej administrację wiejską przeprowadzonej jesienią 1954 do momentu ich zniesienia z dniem 1 stycznia 1973, tym samym wypierając organizację gminną w latach 1954–1972.
Gromadę Strzeszkowice Duże z siedzibą GRN w Strzeszkowicach Dużych utworzono – jako jedną z 8759 gromad na obszarze Polski – w powiecie lubelskim w woj. lubelskim na mocy uchwały nr 12 WRN w Lublinie z dnia 5 października 1954. W skład jednostki weszły obszary dotychczasowych gromad Strzeszkowice Duże, Strzeszkowice Małe, Radawczyk kol. i Radawczyk wieś ze zniesionej gminy Niedrzwica, ponadto południowa część obszaru dotychczasowej gromady Radawiec Mały (obejmująca obszar położony na południe od przecięcia się granic gromad Radawiec Mały i Babin) oraz miejscowość Trojaczkowice wieś z dotychczasowej gromady Tereszyn ze zniesionej gminy Konopnica – w tymże powiecie. Dla gromady ustalono 27 członków gromadzkiej rady narodowej.
1 stycznia 1956 gromada weszła w skład nowo utworzonego powiatu bełżyckiego w tymże województwie.
1 stycznia 1957 do gromady Strzeszkowice (Duże) włączono kolonię Krężnica Jara z gromady Zemborzyce w powiecie lubelskim w tymże województwie.
Gromada przetrwała do końca 1972 roku, czyli do kolejnej reformy gminnej.